# Уайсс, Робин
Робин Уайсс (Robin A. Weiss; род. 20 февраля 1940, Лондон) — британский вирусолог и цитолог, а также онколог, специалист по ретровирусам, исследователь онкогенных вирусов и ВИЧ.
Член Лондонского королевского общества (1997) и АМН Великобритании, иностранный член НАН США (2013) и Американского философского общества (2018), доктор философии (1969), эмерит-профессор Университетского колледжа Лондона.
Первооткрыватель CD4, благодаря чему наиболее известен.

## Биография
Окончил Университетский колледж Лондона (бакалавр зоологии, 1961).
Занимался исследованиями в Индии, после чего в 1969 году получил степень доктора философии по вирусологии в альма-матер.
Работал также в Праге и США. С 1972 года вновь в Лондоне.
В 1980—1999 гг. директор по исследованиям Institute of Cancer Research.
В 1999 году возвратился в альма-матер, где ныне эмерит-профессор.
Сотрудничал с Richard Tedder.
Член Nuffield Council on Bioethics.
В 2006—2009 гг. президент Society for General Microbiology (его член с 1978 года).
Член EMBO (1977), Европейской академии (1993), почётный фелло Королевского колледжа врачей (1999).
Награды и отличия
- Leeuwenhoek Lecture[англ.] (2001)
- Prix Virologie M.W. Beijerinck[фр.] (2001)
- Ernst Chain Prize (2007)
- Marjory Stephenson Prize[англ.] (2015)